# Quin Kruijsen
Quin Kruijsen (* 27. November 1990 in Venlo) ist ein niederländischer Fußballspieler. Er wird meist im zentralen Mittelfeld eingesetzt. 

## Karriere
Aus der Nachwuchsabteilung des VVV-Venlo kommend schaffte Kruijsen 2010 den Sprung in den Profikader des Erstligisten. In der Eredivisie kam er für Venlo in der Saison 2010/11 zu seinen ersten sieben Einsätzen. In der Spielzeit 2012/13 wurde er an den Zweitligisten Fortuna Sittard ausgeliehen, für den er 26 Spiele in der Eerste Divisie machte. Danach kehrte er zu VVV-Venlo zurück, der selbst in die Zweitklassigkeit abgestiegen war. Im Sommer 2016 erhielt er keinen neuen Profivertrag und war zunächst vereinslos. Im Januar 2017 wechselte Kruijsen zum deutschen Oberligisten VfR Fischeln, den er im Sommer 2018 wieder verließ.